# Bộ Thụ đào
Bộ Thụ đào hay bộ Trà thù du (danh pháp khoa học: Icacinales) là một bộ thực vật có hoa.
Bộ này không có trong hệ thống APG III năm 2009, và chỉ xuất hiện trong hệ thống APG IV năm 2016. Bộ này bao gồm hai họ là họ Thụ đào (Icacinaceae) và họ Oncothecaceae. Cả hai họ này đều không được đặt vào bộ nào trong hệ thống APG III.